# Alexandru Moșanu
Alexandru Moșanu (n. 19 iulie 1932, Braniște, județul Bălți, Regatul României – d. 7 decembrie 2017) a fost un istoric și politician român din Basarabia, profesor universitar, doctor habilitat în științe istorice, precum și membru de onoare al Academiei Române din 1993. A fost deputat în Parlamentul Republicii Moldova între 1990 și 1998 și a îndeplinit funcția de președinte al Parlamentului Republicii Moldova în perioada 3 septembrie 1990 – 2 februarie 1993, fiind primul în această funcție.

## Cariera profesională și științifică
Alexandru Moșanu s-a născut în data de 19 iulie 1932, în comuna Braniște, județul Bălți, pe atunci parte a Regatului României. A studiat la Facultatea de Istorie a Universității de stat din Moldova în anii 1952-1957 .
Între anii 1957-1976, a lucrat în cadrul Institutului de Istorie al Academiei de Științe al Moldovei, deținând pe rând funcțiile de laborant superior, cercetător științific inferior, cercetător științific superior și apoi secretar științific. În anul 1966 susține teza de doctor în științe istorice la Institutul de istorie al Academiei de științe din URSS cu tema " Mișcarea muncitorească și lupta celor două tendințe în Partidul Social democrat din România (1910-1914). Fost membru PCUS.
Din anul 1976, Alexandru Moșanu și-a desfășurat activitatea didactică la Facultatea de Istorie a Universității de Stat din Moldova, ocupând funcțiile de lector superior (1976-1980), șef al Catedrei de Istorie Universală Modernă și Contemporană (1980-1990), decan al Facultății de Istorie (1989-1990). În perioada 1993-1997, este profesor universitar, apoi în anul 1997 iese la pensie.
În perioada 1989-1990, deține funcția de președinte al Asociației Istoricilor din Moldova. Începând din anul 1994 este redactor-șef al revistei trimestriale de istorie și cultură Destin Românesc.
Alexandru Moșanu a fost profesor universitar, doctor habilitat în științe istorice, precum și membru de onoare al Academiei Române din anul 1993.

## Cariera politică
Alexandru Moșanu a intrat în viața politică din Basarabia după restructurarea lui Mihail Gorbaciov, pe valul mișcării de renaștere națională din RSS Moldovenească. A fost unul dintre fondatorii Frontului Popular și, după alegerile din 1990, președinte al Prezidiului Sovietului Suprem al Republicii Moldova, funcție deținută până în anul 1993, când, forțat de ascensiunea "agrarienilor", își prezintă demisia.
A deținut funcția de deputat în Parlamentul Republicii Moldova între anii 1990-2001. Ales ca deputat în anul 1990, după alegerea lui Mircea Snegur ca președinte al RSS Moldova, Alexandru Moșanu devine la 3 septembrie 1990, președinte al Parlamentului Republicii Moldova. A avut o contribuție decisivă la elaborarea unor acte legislative privind drapelul Republicii Moldova și imnul "Deșteaptă-te Române" (primul imn al Republicii Moldova).
La data de 2 februarie 1993, președintele Parlamentului Alexandru Moșanu, prim-vicepreședintele Parlamentului Ion Hadârcă, președintele Comisiei pentru relațiile externe a Parlamentului Vasile Nedelciuc și președintele Comisiei pentru publicitate și mijloacele de informare în masă a Parlamentului Valeriu Matei și-au prezentat demisia în bloc, demisie acceptată de către plenul legislativului. Această demisie a fost cauzată în condițiile luptei politice cu Partidul Democrat Agrar din Moldova.
În calitate de Președinte al Congresului Intelectualității, a fost ales deputat în Parlamentul Republicii Moldova (1994). A fost vicepreședinte al Partidului Forțelor Democratice (PFD), iar după fuziunea acestui partid cu Partidul Social-Liberal (PSL) la 1 decembrie 2002, a ocupat funcția de președinte de onoare al Partidului Social Liberal (funcție din care s-a retras în iunie 2005, renunțînd, în semn de protest pentru votul pro-Voronin al deputaților social-liberali, și la calitatea de membru al acestei formațiuni).

## Opinia sa cu privire la viitorul Republicii Moldova
Istoricul Alexandru Moșanu, a declarat că idealurile pentru care a luptat generația de intelectuali basarabeni la începutul anilor '90 ai secolului trecut și care au avut ca efect desprinderea de URSS și constituirea statului independent Republica Moldova au fost neglijate în totalitate de către regimul comunist (aflat la guvernare în Republica Moldova în perioada 2001 - 2009).
Independența Republicii Moldova a fost posibilă numai datorită redobândirii unor drepturi fundamentale de ordin spiritual care țin de identitatea română a poporului basarabean: oficializarea limbii române și revenirea la alfabetul latin.
"Ceea ce întreprinde astăzi guvernarea comunistă prin promovarea unor politici de neglijare a tot ce este românesc în Mișcarea de eliberare națională, se înscrie într-un plan eșalonat de lovitură de stat, menit să neutralizeze valorile și principiile care au fost puse la temelia statului Independent Republica Moldova în august 1991. Este uitată cu desăvârșire Declarația de Independență și se caută motive pentru revizuirea ei, iar adoptarea unei ideologii de stat bazată pe moldovenismul antiromânesc nu este altceva decât revenirea la politica stalinistă de separare a poporului român al Basarabiei și menținerea lui în sfera de influență a Federației Ruse".
Fiul său, Viorel Moșanu, este diplomat și a fost Ambasadorul României în Belarus.

## Lucrări publicate
Alexandru Moșanu a publicat mai multe lucrări de istoriografie, pe următoarele domenii de interes:
- Mișcări sociale și politice din România în epoca modernă
- Istoriografia românească
- Unitatea poporului român și Mișcarea de Renaștere și de Eliberare Națională a românilor basarabeni

Este autorul a circa o sută de lucrări, inclusiv patru monografii dintre care două în colaborare cu alți cercetători și anume:
- Alexandru Mosanu, Destin Românesc, Chișinău, 1994; și
- Alexandru Moșanu, Un pilon de granit al Rezistenței basarabene în Literatura și Arta, 17 iulie 2003.

Pentru activitatea sa prodigioasă, a primit Premiul Institutului Cultural Român pentru promovarea valorilor culturii naționale românești.

## Distincții și decorații
Pe 26 martie 2014, președintele României, Traian Băsescu l-a decorat pe Alexandru Moșanu cu Ordinul Național „Steaua României”, în grad de Mare Ofițer.